# Grasberg, Niedersachsen
Grasberg är en kommun och ort i Landkreis Osterholz i förbundslandet Niedersachsen i Tyskland.